# Emma Stone
Emily Jean "Emma" Stone (sinh ngày 6 tháng 11 năm 1988) là một nữ diễn viên người Mỹ. Được đánh giá là một trong những nữ diễn viên Hollywood xuất sắc nhất trong thế hệ của mình, Stone đã nhận được nhiều giải thưởng trong suốt sự nghiệp của mình, bao gồm hai giải Oscar, hai giải BAFTA, hai giải Quả cầu vàng và ba giải SAG. Cô từng xuất hiện trên Forbes Celebrity 100 vào năm 2013 và Time 100 vào năm 2017.
Sinh ra và lớn lên tại Scottsdale, Arizona, Stone bắt đầu diễn xuất từ khi còn nhỏ, trong vở kịch The Wind in the Willows năm 2000. Ở tuổi thiếu niên, cô dời đến Los Angeles cùng mẹ và lần đầu xuất hiện trên truyền hình trong In Search of the New Partridge Family (2004). Dù vậy, đài VH1 không chọn phát sóng chương trình truyền hình thực tế này. Sau nhiều vai phụ, cô giành giải Young Hollywood cho phim đầu tay Superbad (2007) và thu hút sự chú ý tích cực của công chúng trong Zombieland (2009).
Phim hài dành cho thanh thiếu niên Easy A (2010) là vai chính diện đầu tiên của Stone, giúp cô giành đề cử cho giải BAFTA Rising Star và giải Quả cầu vàng cho "Nữ diễn viên phim ca nhạc hoặc phim hài xuất sắc nhất". Sau đó, cô góp mặt trong phim đạt thành công thương mại Crazy, Stupid, Love (2011) và vai phụ trong tác phẩm chính kịch được khen ngợi The Help (2011). Stone thu hút sự chú ý rộng rãi khi vào vai Gwen Stacy trong phim anh hùng The Amazing Spider-Man (2012) và phần tiếp theo năm 2014. Cô giành đề cử giải Oscar cho Nữ diễn viên phụ xuất sắc nhất với vai diễn của một cô gái nghiện ma túy đang phục hồi trong phim hài kịch đen Birdman (2014). Cô lần đầu tham gia vở nhạc kịch Broadway Cabaret (2014–2015). Năm 2016, cô vào vai Mia Dolan trong tác phẩm nhạc kịch La La Land, mang về cho cô một giải Quả cầu vàng và Giải Oscar cho nữ diễn viên chính xuất sắc nhất.
Ngoài sự nghiệp diễn xuất, cô còn quảng bá nhiều sự kiện xã hội, bao gồm nâng cao nhận thức cộng đồng về căn bệnh ung thư vú.

## Tuổi thơ
Stone sinh ra tại Scottsdale, tiểu bang Arizona, là con gái của Krista (née Yeager), một người nội trợ, và Jeff Stone, một kĩ sư thầu. Cô còn có một người em trai kém cô 2 tuổi. Ông nội của Stone (họ trước đây là "Sten") là người gốc Thụy Điển, và khi nhập cư sang Mỹ đã đổi họ sang "Stone" cũng như dòng dõi chủ yếu sinh sống tại Pennsylvania..

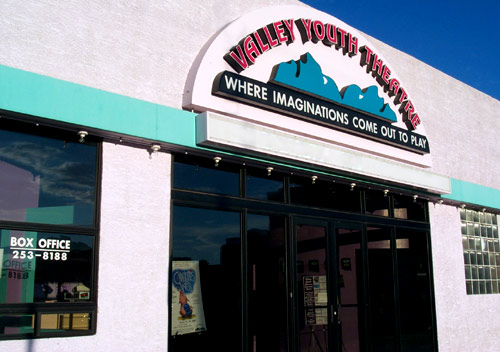
Stone xuất hiện trong 16 màn diễn tại Valley Youth Theatre

Khi còn là một đứa trẻ sơ sinh, Stone đã đau bụng và khóc rất nhiều, việc đó khiến cô bị nổi các nốt sần và nơ vằn trên dây thanh quản từ khi còn nhỏ. Stone đã mô tả giọng mình là "ồm" và "sếp" khi lớn lên. Cô đã học tại Trường Tiểu học Sequoya và tiếp đó là Trường Trung học Cocopah từ lớp 6. Stone bị hoảng loạn tâm lí khi còn nhỏ, cô nói rằng việc đó đã làm giảm kỹ năng xã hội của cô. Cô đã trải qua nhiều liệu pháp nhưng cô nói rằng việc sự tham gia của cô trong các vở kịch sân khấu địa phương đã giúp chữa chứng bệnh này. Cô nhớ lại:
| “ | Lần đầu tiên tôi bị hoảng loạn, tôi đang ngồi trong nhà bạn bạn tôi, và tôi nghĩ ngôi nhà đang cháy. Tôi đã gọi cho mẹ và bà ấy đưa tôi về nhà, và trong ba năm tới, nó không dừng lại. Tôi đến chỗ y tá vào bữa trưa hầu hết các ngày. Tôi bảo mẹ tôi cho tôi biết ngày đó sẽ như thế nào, và chỉ sau 30 giây, tôi lại hỏi lại. Tôi chỉ cần biết rằng không ai sẽ chết và không có gì thay đổi. | ” |

Stone đã tham gia diễn xuất từ năm 4 tuổi, cô muốn có bắt đầu sự nghiệp với phim hài, nhưng lại chuyển trọng tâm của mình cho sân khấu âm nhạc, và lấy lại giọng nói sau nhiều năm. Về diễn xuất của cô, khi mới 11 tuổi, cô xuất hiện trong bộ phim The Wind in the Willows, đóng vai "Otter". Stone đã học tại nhà trong hai năm, và trong thời gian đó cô đã xuất hiện trong mười sáu vở diễn tại Nhà hát Thanh niên Valley của Phoenix - bao gồm The Princess and Pea, Alice in Wonderland, và Joseph and the Amazing Technicolor Dreamcoat - cùng với đoàn kịch hài ngẫu hứng của nhà hát. Cũng trong thời gian này, cô đã đến Los Angeles và thử vai trong vai chính trong All That của Nickelodeon nhưng không thành công. Cha mẹ cô sau đó đã gửi cô đi học diễn xuất với một giáo viên viên diễn xuất địa phương, người đã từng làm việc tại William Morris Agency trong những năm 1970.
Stone theo học trường Cao đẳng Xavier - một trường trung học công giáo nữ - như một sinh viên năm nhất, mặc dù cô bỏ học sau một học kỳ để theo đuổi nghề diễn. (Trong thời gian này, cô là bạn cùng lớp với ngôi sao của Saturday Night Live, Aidy Bryant.) Cô chuẩn bị một bài trình chiếu PowerPoint cho bố mẹ có tựa đề "Project Hollywood" (có bài hát của Madonna năm 2003, "Hollywood") để thuyết phục họ để cho cô chuyển tới California để theo đuổi sự nghiệp diễn xuất. Vào tháng 1 năm 2004, cô chuyển đến sống cùng mẹ tại một căn hộ ở Los Angeles. Cô nhớ lại: "Tôi đã tham gia vào một chương trình đơn lẻ trên Disney Channel và thử vai để diễn vai trong mỗi sitcom nhưng tôi đã không nhận được". Giữa các lần thử vai, cô tham gia các lớp học trực tuyến cao cấp, và làm việc bán thời gian tại một tiệm bánh dog-treat.

## Sự nghiệp

### Bước đầu sự nghiệp (2004-2008)
Khi Stone đăng ký tham gia Screen Actors Guild, tên "Emily Stone" đã được sử dụng. "Riley Stone" là tên sân khấu mà cô chọn ban đầu, nhưng sau khi được mời tham gia bộ phim truyền hình Medium của đài NBC và bộ phim sitcom Malcolm in the Middle của đài Fox, cô quyết định đổi sang cái tên "Emma". Cô đã xuất hiện trên truyền hình với vai "Laurie Partridge" trong cuộc thi tìm kiếm tài năng tài năng In Search of the New Partridge Family (2004) của VH1. Cô đã tham gia thử vai Claire Bennet trong bộ phim khoa học viễn tưởng của đài Heroes (2007), nhưng không thành công và sau đó cô gọi đó là kinh nghiệm ban đầu. Tháng 4 năm 2007, cô đóng vai "Violet Trimble" trong một bộ phim hành động của Fox, nhưng dự án đã bị hủy sau bảy tập phim.
Stone đã xuất hiện trong bộ phim hài Superbad (2007) của đạo diễn Greg Mottola, cùng với các diễn viên Michael Cera và Jonah Hill. Bộ phim nói về câu chuyện của hai học sinh trung học vượt qua một loạt các cuộc mạo hiểm mô phỏng theo truyện tranh sau khi họ dự định mua rượu cho bữa tiệc. Để đóng một vai lãng mạn, cô đã nhuộm tóc đỏ. Một nhà bình luận của The Hollywood Reporter đã nhận xét diễn xuất của cô rất "hấp dẫn", nhưng kịch bản vai của cô đã bị viết kém. Stone đã mô tả kinh nghiệm diễn xuất trong bộ phim đầu tiên của cô là "tuyệt vời... nhưng khác với những kinh nghiệm khác mà tôi đã có kể từ đó". Bộ phim là một sự thành công về mặt thương mại, và cô đã nhận được giải Diễn viên Hollywood trẻ với hạng mục Gương mặt tiêu biểu mới.
Năm sau, Stone đóng vai chính trong bộ phim hài The Rocker (2008), đóng vai "Amelia Stone", tay bass chuyên nghiệp "thẳng thắn" trong một ban nhạc. Cô đã học chơi bass cho vai diễn bày. Nữ diễn viên, người miêu tả mình là "a big smile and và laugher", cô đã thừa nhận rằng cô thấy rất khó mô tả một nhân vật có đặc điểm tính cách rất khác biệt với cô. Bộ phim, và vai diễn của cô, đã nhận được những nhận xét tiêu cực từ các nhà phê bình và là một thất bại về mặt thương mại. Bộ phim tiếp theo của cô là bộ phim hài lãng mạn The House Bunny, thể hiện tốt hơn tại phòng vé, trở thành một thành công trong thương mại ở mức trung bình. Cô đóng vai chủ tịch của một hội nữ sinh, và thực hiện một bản cover của bài hát "I Know What Boys Like" (1982) của Waitresses. Cô được khen ngợi với vai diễn này. Ken Fox của TV Guide viết về Stone rằng: "Cô ấy nóng rực, chiếu sáng một bộ phim, nó sẽ khá mờ nhạt nếu không có cô ấy."

### Bước đột phá (2009-2011)

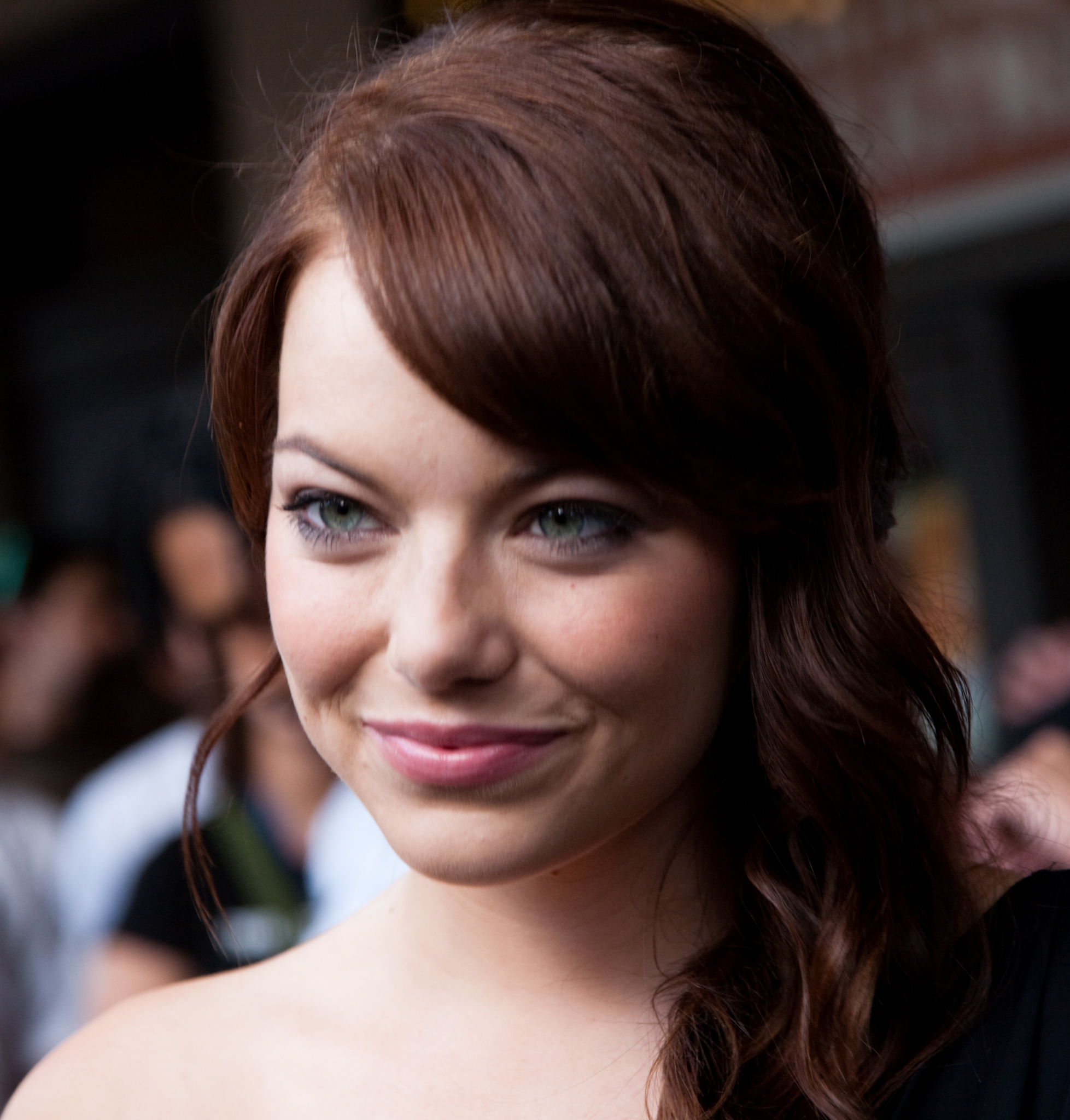
Stone tại buổi ra mắt Zombieland 2009

Stone xuất hiện trong ba bộ phim được phát hành vào năm 2009. Bộ phim đầu tiên đóng với Matthew McConaughey, Jennifer Garner và Michael Douglas trong Ghosts of Girlfriends Past của Mark Waters, dựa trên cuốn tiểu thuyết A Christmas Carol của Charles Dickens năm 1843, trong bộ phim hài lãng mạn này, cô đóng vai một hồn ma ám ảnh bạn trai cũ của mình. Phản ứng phê bình đối với bộ phim là tiêu cực, mặc dù đó là một thành công thương mại nhỏ. Bộ phim có nhiều lợi nhuận về tài chính của cô năm đó là bộ phim hài Zombieland trị giá 102,3 triệu USD của Ruben Fleischer, trong đó cô diễn cùng với Jesse Eisenberg, Woody Harrelson và Abigail Breslin. Trong phim, cô đóng vai một người sống sót sau một cuộc nổi dậy của zombie. Bộ phim được đánh giá tích cực hơn. Lần phát hành cuối cùng của Stone vào năm 2009 là Paper Man của Kỉean và Michelle Mulroney, một bộ phim hài gây thất vọng cho các nhà phê bình.
Stone đã lồng tiếng cho một con chó chăn cừu Úc trong Marmaduke (2010), một bộ phim hài của đạo diễn Tom Dey, dựa trên bộ truyện tranh dài tập của Brad Anderson có cùng tên. Cùng năm, cô xuất hiện với vai diễn trong phim Easy A, một bộ phim hài dành cho thiếu niên do Will Gluck chỉ đạo, một phần dựa trên cuốn tiểu thuyết lãng mạn lịch sử năm 1850 của Nathaniel Hawthorne The Scarlet Letter, bộ phim nói về Olive Penderghast (Stone), một học sinh trung học bị lôi cuốn vào một vụ bê bối tình dục bằng truyện tranh sau khi một tin đồn giả mạo lưu hành nói rằng cô ấy có vấn đề với khiêu dâm. Stone đã đọc kịch bản trước khi được lựa chọn tham gia sản xuất và cô quyết định theo đuổi nó trong khi các chi tiết sản xuất đang được hoàn tất. Cô đã thấy kịch bản "rất khác biệt và độc đáo từ bất cứ điều gì tôi đã đọc trước đây", cô nói rằng nó "buồn cười và ngọt ngào". Khi Stone phát hiện ra rằng bộ phim đã bắt đầu sản xuất, cô đã gặp Gluck, thể hiện sự nhiệt tình của mình cho dự án. Vài tháng sau, quá trình thử vai bắt đầu và cô gặp lại Gluck, cô là một trong những nữ diễn viên đầu tiên tham gia thử vai. Bộ phim nhận được những đánh giá phê bình tích cực, và sự thể hiên của Stone được coi là yếu tố chính. Anna Smith của Time Out bình luận: "Stone mang lại một màn trình diễn tuyệt vời, sự hiểu biết của cô ấy hàm chứa trí tuệ và sự thờ ơ cùng với sự ấm áp." Với tổng số doanh thu phòng vé 75 triệu đô la, bộ phim là một thành công thương mại. Stone được đề cử giải BAFTA Rising Star và giải Quả cầu vàng cho Nữ diễn viên xuất sắc nhất trong phim hài kịch và giành giải MTV Movie Adward cho giải "Bộ phim hài kịch hay nhất".
Vào tháng 10 năm 2010, Stone đã than gia vào một tập phim hài hài Saturday Night Live của NBC. Stone mô tả nó như là "một tuần tuyệt vời nhất trong cuộc đời tôi". Cô đã tham gia một lần nữa vào năm 2011, xuất hiện trong một tập phim vào năm 2014, và trong lễ kỷ niệm 40 năm đặc biệt vào năm 2015. Một lần xuất hiện ngắn trong bộ phim hài Friends with Benefits (2011) cô lại hợp tác với Gluck với vai diễn "Ficarra". Cô tham gia bộ phim hài Crazy, Stupid, Love (2011) của John Requa cùng với Steve Carell, Ryan Gosling và Julianne Moore. Trong phim, cô là một luật sư tốt nghiệp trường đại học, và có mối quan hệ tình cảm với nhân vật do Gosling thủ vai. Tại lễ trao giải Teen Choice Adward 2012, cô đã giành được giải Phim hài xuất sắc cho vai diễn của cô trong phim. Crazy, Stupid, Love đạt 142,9 triệu USD doanh thu phòng vé trên toàn thế giới với ngân sách sản xuất 50 triệu đô la.
Stone đã đóng vai chính với Viola Davis trong bộ phim truyền hình The Help (2011) của Tate Taylor, bộ phim mà cô nhận thấy là một thách thức. Bộ phim dựa trên cuốn tiểu cùng tên năm 2009 của Kathryn Stockett và được đặt vào bối cảnh những năm 1960 ở Jackson, Mississippi. Cô đã gặp Taylor để bày tỏ mong muốn làm việc trong bộ phim. Cô được mời đóng vai "Eugenia "Skeeter" Phelan", một nhà văn tham vọng tìm hiểu về cuộc sống của những người hầu gái Mỹ gốc Phi. Để chuẩn bị cho phần này, cô đã được đào tạo để nói chuyện theo giọng phương Nam. Cô cũng tự học về Phong trào Quyền Công dân thông qua văn học và điện ảnh. Với tổng doanh thu toàn cầu là 216 triệu đô la Mỹ so với ngân sách 25 triệu đô la, The Help đã trở thành bộ phim thành công nhất của Stone vào thời điểm đó. Bộ phim và vai diễn của cô đã nhận được những nhận xét tích cực từ các nhà phê bình. Anna Smith của Empire đánh giá Stone là "có ý nghĩa tốt và rất đáng yêu" mặc dù có những sai sót trong nhân vật. Bộ phim được đề cử giải Academy Award for Best Picture, cho phim hay nhất và Stone giành được giải Women Film Critics Circle và Broadcast Film Critics Association.

### Sự công nhận rộng rãi (2012-hiện tại)
Stone đã từ chối vai diễn trong bộ phim hài hành động 21 Jump Street sau khi ký hợp đồng với bộ phim The Amazing Spider-Man của Marc Webb năm 2012, khởi động lại series Spider-Man của Sam Raimi. Cô đã diễn vai Gwen Stacy, bạn gái của nhân vật chính (do Andrew Garfield thủ vai). Stone trở lại với màu tóc vàng cho vai diễn. Cô đã nói với The Vancouver Sun rằng cô cảm thấy phải tìm hiểu về Spider-Man và thừa nhận rằng cô đã không đọc truyện tranh: "Kinh nghiệm của tôi là với bộ phim của Sam Raimi... Tôi luôn cho rằng Mary Jane Là tình yêu đầu tiên của anh ấy ", thêm rằng cô chỉ quen thuộc với nhân vật Stacy từ vai diễn của Bryce Dallas Howard trong Spider-Man 3. The Amazing Spider-Man là một bộ thương mại thành công và là bộ phim có doanh thu cao thứ bảy năm 2012 với tổng doanh thu toàn cầu đath 757,9 triệu USD. Lisa Schwarzbaum của Entertainment Weekly nhận thấy Stone "không thể cưỡng lại được", và Ian Freer của tạp chí Empire đặc biệt bị ấn tượng với màn trình diễn của Stone và Garfield. Tại lễ trao giải People's Choice Adward hàng năm, cô được đề cử ba giải thưởng, bao gồm giải Favorite Movie Actress. Cuối năm đó, Stone đã lồng tiếng cho một nhân vật tội phạm trong trò chơi điện tử, Sleeping Dogs, đã giành được giải Spike Video Game cho nữ diễn viên lồng tiếng hay nhất.
Stone bắt đầu năm 2013 với vai lồng tiếng trong bộ phim The Croods của DreamWorks, một phim hoạt hình được đề cử giải Oscar cho phim Hoạt hình xuất sắc nhất. Tiếp theo là sự xuất hiện trong Movie 43, một bộ phim tuyển tập gồm mười sáu câu chuyện ngắn - cô đóng vai chính trong phần có tựa đề "Veronica". Stone đã hợp tác với Ryan Gosling và Sean Penn trong Gangster Squad (năm 2013) của Ruben Fleischer, một phim tội phạm từng gây tranh cãi ở Los Angeles trong những năm 1940. AO Scott của tờ New York Times đã chỉ trích bộ phim như là "một sự lộn xộn hỗn của các bộ quần áo và vest", nhưng khen ngợi cặp đôi Stone và Gosling. Stone bày tỏ mong muốn làm việc với Gosling trong nhiều dự án khác.

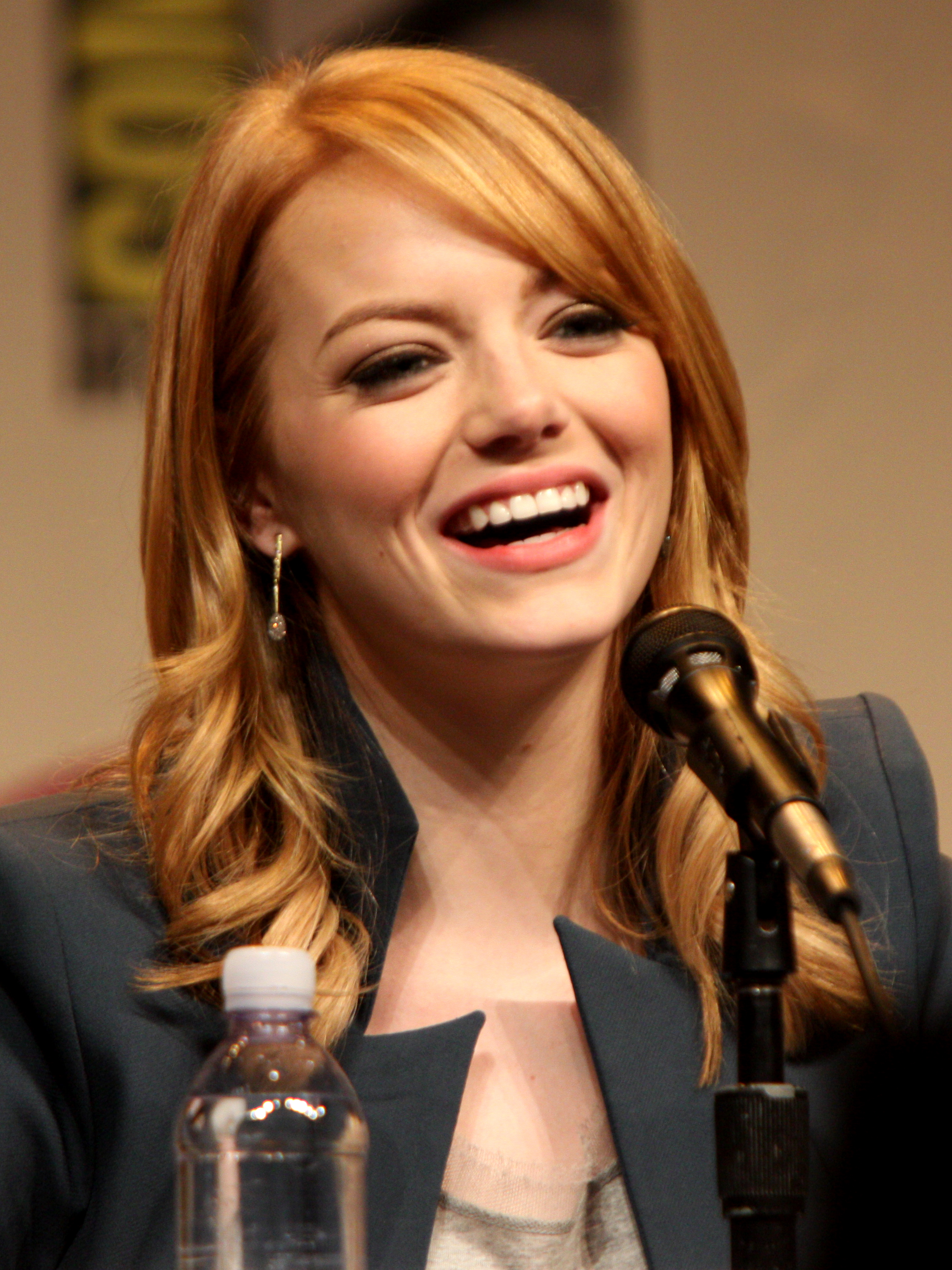
Emma Stone trong buổi nói chuyện tại Wondercon 2012 ở Anaheim, California vào ngày 17 tháng 3 năm 2012.

Vào năm 2014, Stone đã trả lại vai Gwen Stacy trong The Amazing Spider-Man 2. Trong một cuộc phỏng vấn với Total Film, nữ diễn viên này giải thích rằng nhân vật của cô không phụ thuộc vào nhân vật chính của bộ phim. "Cô ấy cứu anh ấy nhiều hơn anh ta cứu cô ấy. Cô ấy rất hữu ích cho Spider-Man... Anh ấy là cơ, cô ấy là bộ não." Vai diễn của cô đã được các nhà phê bình đón nhận nhiệt tình, một nhà bình luận của Empire đã khen ngợi cô vì đã xuất hiện trong phim: "Stone là trái tim của bộ phim này". Vai diễn đã giành được giải Favorite Movie Actress tại lễ trao giải Kids 'Choice Adward năm 2015. Cuối năm đó, Stone đã tham gia một vai trong bộ phim hài Magic in the Moonlight của Woody Allen, một thành công thương mại nhỏ. AO Scott đã chỉ trích vai diễn của cô và sự kết hợp với Colin Firth, mô tả nó là "vô nghĩa".
Bộ phim hài Birdman, từ đạo diễn Alejandro González Iñárritu, là bộ phim cuối cùng của Stone vào năm 2014. Cùng với Michael Keaton và Edward Norton, bộ phim có sự đóng góp của Stone trong vai "Sam Thốmn", con gái của nam diễn viên "Riggan Thomson" (Keaton), trợ lý của ông ta. Birdman được đánh giá cao và là bộ phim thành công nhất tại Giải thưởng 87th Academy Awards. Nó đã được đề cử cho chín giải thưởng, chiến thắng bốn giải. The Movie Network cho rằng đây là một trong những vai diễn xuất sắc nhất của Stone cho đến nay và Robbie Collin của tờ The Daily Telegraph đã bị ấn tượng bởi một cuộc độc thoại mà cô ấy mang đến, mà ông nghĩ là "giống như kim đan vào ruột". Cô đã nhận được rất nhiều lời khen cho vai diễn của mình, bao gồm đề cử cho giải Academy, BAFTA, Golden Globe, Screen Actors Guild, và Critics' Choice Movie cho diễn viên phụ xuất sắc nhất.
Từ tháng 11 năm 2014 đến tháng 2 năm 2015, Stone tham gia khấu nhạc kịch Broadway với vai "Sally Bowle", đảm nhiệm vai trò của Michelle Williams. Cả hai bộ phim năm 2015 của Stone - bộ phim hài lãng mạn Aloha và bộ phim thần tượng Irrational Man - đều là những thất bại thương mại và bị phê bình. Vai diễn của cô đã bị các nhà phê bình đánh giá thấp. Trong Aloha của Cameron Crowe, cô đã đảm nhiệm vai một phi công không quân Á Châu cùng với Bradley Cooper, và trong phim Irrational Man của Woody Allen, cô vào vai Joaquin Phoenix, giáo sư triết học. Trước đây đã gây tranh cãi về việc chỉ sử dụng diễn viên da trắng (thuật ngữ: Racebending). Stone sau đó thừa nhận Racebending là một vấn đề phổ biến ở Hollywood. Mặc dù đã chỉ trích, nhưng cô đã được đề cử cho Giải thưởng "Choice Movie Actress – Comedy" tại lễ trao giải Teen Choice Adward năm 2015.

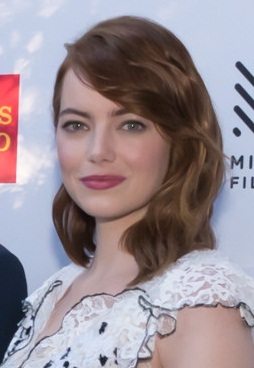
Stone năm 2016.

Mill Valley Film Festival|39th Mill Valley Film Festival]] năm 2016]]
Stone đã hợp tác với Gosling trong bộ phim thứ ba của họ - bộ phim nhạc kịch La La Land của Damien Chazelle, trong đó cô đóng vai Mia Dolan, một nữ diễn viên đầy tham vọng sống ở Los Angeles. Stone đã sử dụng một số kinh nghiệm thực tế cho nhân vật của cô. Sau đó, cô đã thu âm 6 bài hát - "Another Day of Sun", "City of Stars", "Someone in the Crowd", "A Lovely Night", "Audition (The Fools Who Dream)" và "City of Stars (Humming)" cho bộ phim. La La Land là bộ phim mở màn tại Liên hoan phim Venice năm 2016, nó đã nhận được những đánh giá rất tích cực, và Stone đã đoạt được Cúp Volpi cho nữ diễn viên xuất sắc nhất. Cô cũng nhận được giải Academy, BAFAT, Golden Globe và SAG cho diễn viên cuất sắc nhất. Viết cho The Guardian, Peter Bradshaw đã nhận xét, "Stone chưa bao giờ tuyệt vời hơn: tuyệt vời thông minh, dí dỏm, dễ bị tổn thương, đôi mắt lớn của cô ấy phát ra trí thông minh, đặc biệt là khi trào nước mắt." Bên cạnh là bộ phim được đánh giá cao nhất của Stone trong bộ sưu tập tổng quan của Rotten Tomatoes, La La Land đã thành công tại phòng vé, thu về hơn 430 triệu USD so với kinh phí 30 triệu USD.

### Dự án sắp tới
Stone đã quay bộ phim Battle of the Sexes, bộ phim hài thể thao dựa trên cuộc chiến năm 1973 giữa những người chơi quần vợt Billie Jean King do Stone Bobby Riggs và Steve Carell đóng. Cô hiện đang quay bộ phim The Favorite của Yorgos Lanthimos. Cô cũng tham gia phim Love May Fail, dựa trên tiểu thuyết của Matthew Quick năm 2015. Stone sẽ tham gia và đóng vai trò nhà sản xuất cho series Maniac sắp tới của Netflix, cùng với Jonah Hill và đạo diễn Cary Fukunaga, sẽ bắt đầu quay vào tháng 8 năm 2017.

## Cuộc sống cá nhân
Stone chuyển từ Los Angeles đến Greenwich Village, thành phố New York vào năm 2009. Năm 2016, cô chuyển về Los Angeles. Mặc dù các phương tiện truyền thông thường xuyên phỏng vấn, nhưng nữ diễn viên đã từ chối nói về cuộc sống riêng tư của mình. Stone muốn một cuộc sống "bình thường", cô ấy nói rằng cô ấy tìm thấy ít giá trị trong sự chú ý của giới truyền thông. Cô đã bày tỏ sự yêu thích đối với nghề diễn, và trích dẫn nữ diễn viên Diane Keaton - một người có ảnh hưởng với Stone, người mà (theo Stone) là "một trong những nữ diễn viên kín đáo nhất mọi thời đại". Cô cũng gọi nữ diễn viên, ca sĩ kiêm nhạc sĩ Marion Cotillard là một trong những cảm hứng của cô.

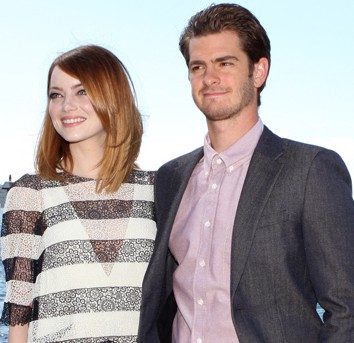
Stone và Andrew Garfield tại buổi ra mắt The Amazing Spider-Man 2 ở Sydney, 2014

Stone có một mối quan hệ mật thiết với gia đình. Cô ấy nói: "Tôi được ban phước với một gia đình vĩ đại và những người tuyệt vời xung quanh tôi. Tôi thực sự may mắn." Trong quá trình sản xuất The Amazing Spider-Man năm 2010, Stone đã hẹn hò với Andrew Garfield. Mối quan hệ của họ đã được các phương tiện truyền thông chú ý. Cặp đôi này từ chối nói chuyện công khai, mặc dù họ đã xuất hiện cùng nhau. Vào năm 2015, họ đã được thông báo là đã chia tay.
Theo Stone, cô ấy bị chứng hen suyễn, cô ấy phát hiện ra khi khó thở trong lúc quay phim Easy A. Mẹ cô được chẩn đoán bị ung thư vú ba lần và được chữa trị vào năm 2008. Stone và mẹ cô đã cử hành bằng cách xăm chân chim, do Paul McCartney thiết kế, có liên quan đến "Blackbird" của The Beatles, đó là bài hát mà cô và mẹ cô yêu thích. Cô đã xuất hiện trong một chiến dịch của Revlon thúc đẩy nhận thức về ung thư vú. Năm 2011, nữ diễn viên này đã có một video hợp tác giữa Star War và Stand Up to Cancer nhằm gây quỹ cho nghiên cứu ung thư. Hai năm sau, cô đã tham dự một sự kiện của Câu lạc bộ Gilda, một tổ chức làm việc với mục đích tương tự. Từ năm 2012 đến năm 2014, cô đã tổ chức những cuộc thi chạy, đi bộ với Revlon, giúp tuyên truyền chống lại ung thư.
Stone, cùng với ba người nổi tiếng khác, đã có mặt tại lễ trao giải Nickelodeon HALO 2012. Vào năm 2014, nhân một dịp ở New York, Stone và Garfield đã khuyến khích các nhiếp ảnh gia đến thăm các trang web, làm lan rộng nhận thức về nguyên nhân của chứng tự kỷ. Cô đã tham dự Giờ Trái đất năm 2014. Năm 2015, cô tham gia một sự kiện gây quỹ để hỗ trợ Quỹ Motion Picture & Television Fund, giúp đỡ những người trong ngành công nghiệp truyền hình và điện ảnh có nguồn lực hạn chế hoặc không có.

## Hình ảnh truyền thông

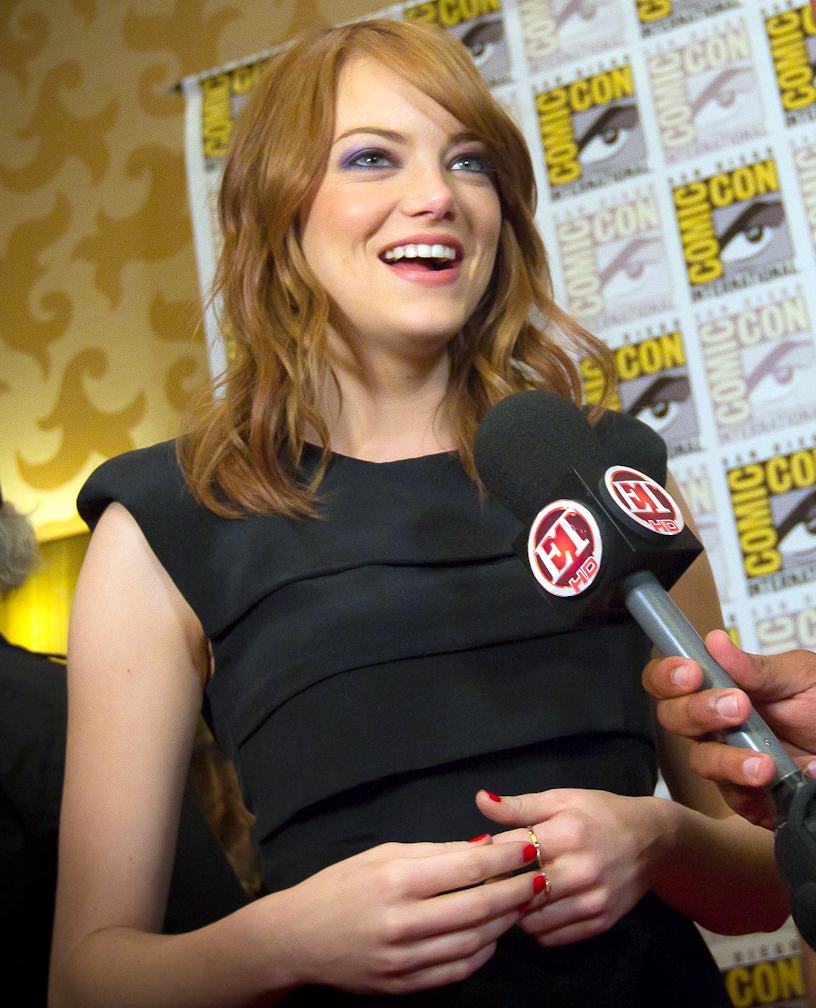
Stone tại San Diego Comic-Con International 2011. Mái tóc, đôi mắt và giọng nói "khàn khàn" đã trở thành dấu ấn của cô.

Một số ấn phẩm truyền thông coi Stone là một nữ diễn viên tài năng nhất của thế hệ mình. Nhận xét về vai diễn của cô trong The Help, Kirk Honeycutt của The Hollywood Reporter đã gọi cô là "một trong những nữ diễn viên trẻ nhất của chúng tôi". Cô được biết đến với sự tham gia trong cả những bộ phim có tiếng tăm, chính thống và trong những bộ phim ngân sách thấp. Phân tích nhân vật trên màn ảnh của cô, Jessica Kiang của Indiewire lưu ý rằng Stone "thường là người dễ tiếp cận và trong con người cô ấy chứng tỏ nhiều phẩm chất đó, cùng với sự từ chối tuyệt đối vì cô ấy quá nghiêm túc."
Khi sự nghiệp của mình trong phim Hollywood đã phát triển, Stone đã trở thành một nữ diễn viên thành công và nổi tiếng. Trong năm 2008, cô đứng đầu Top 20 sao mới nổi của Saturday Night Magazine dưới 30 tuổi và đã được đưa vào danh sách tương tự do Moviefone biên soạn. LoveFilm đã đưa cô vào danh sách 20 nữ diễn viên hàng đầu trong năm 2010 dưới 30 tuổi, và vai diễn của cô trong Easy A được đưa vào trong Top 10 Everything of 2010 của Time. Cô xuất hiện trong Celebrity 2013 100, tổng hợp 100 người quyền lực nhất trên thế giói, được Forbes lựa chọn hàng năm. Tờ tạp chí này báo cáo rằng cô đã kiếm được 16 triệu USD từ tháng 6 năm 2012 đến tháng 6 năm 2013. Cùng năm đó, cô đã được xếp hạng đầu tiên trong Top 10 Best Value Stars của tạp chí. Vào năm 2015, Forbes đã công bố rằng cô đã trở thành một trong những nữ diễn viên được trả lương cao nhất với thu nhập 6,5 triệu USD. Năm 2017, cô được tạp chí Time bình chọn là một trong 100 người có ảnh hưởng nhất trên thế giới.
Stone được coi là một biểu tượng phong cách - phương tiện truyền thông trích dẫn mái tóc, đôi mắt của cô, và tiếng nói khàn khàn là thương hiệu của cô. Vogue cho rằng nữ diễn viên này "có vẻ tinh tế và hoàn hảo", Vogue viết rằng "sự quyến rũ của cô, cả trên màn hình lẫn ngoài, đã làm say đắm rất nhiều người." Trong năm 2009, cô được chọn vào 99 phụ nữ hàng đầu của AskMen, 100 phụ nữ gợi cảm nhất trên thế giới của FHM và "Hot 100" của tạp chí Maxim. Cô cũng đã được đưa vào danh sách này trong ba lần khác - 2010, 2011, và 2014. Cô tiếp tục tham gia vào danh sách vẻ đẹp hàng năm của AskMen từ năm 2010 đến năm 2015, xếp hạng trong top 40 mỗi năm. Trong năm 2011, cô xuất hiện trong danh sách của Victoria's Secret - nữ diễn viên gợi cảm nhất. Cô đã được đề cập trong một số danh sách khác của truyền thông khác trong năm đó, bao gồm cả 100 người đẹp nhất của tạp chí People, 100 phụ nữ gợi cảm nhất của FHM và FHM Australia và 100 cô gái nóng bỏng nhất của tạp chí Men's Health. Cô đứng thứ sáu trong danh sách 100 ngôi sao sexy nhất của Empire vào năm 2013. Stone đã được tạp chí Vogue vinh danh là người phụ nữ ăn mặc đẹp nhất năm 2012 và đã có mặt trong danh sách tương tự của Glamour trong năm 2013 và năm 2015 và của People vào năm 2014. Năm 2017, Buzznet xếp cô vào danh sách những phụ nữ đẹp nhất thế giới.

## Danh sách phim

### Điện ảnh
| Năm  | Phim                               | Vai                                  | Chú thích |
| ---- | ---------------------------------- | ------------------------------------ | --- |
| 2007 | Superbad                           | Jules                                | Young Hollywood Award for Exciting New Face |
| 2008 | The Rocker                         | Amelia                               | |
| 2008 | The House Bunny                    | Natalie                              | |
| 2009 | Ghosts of Girlfriends Past         | Allison Vandermeersh                 | |
| 2009 | Paper Man                          | Abby                                 | |
| 2009 | Zombieland                         | Wichita (Krista)                     | Scream Award for Best Ensemble Đề cử Detroit Film Critics Society Award for Best Ensemble Scream Award for Best Horror Actress Giải Teen Choice Awardscho nữ diễn viên được yêu thích: Hài kịch |
| 2010 | Marmaduke                          | Mazie                                | Lồng tiếng |
| 2010 | Easy A                             | Olive Penderghast                    | MTV Movie Award for Best Comedic Performance Teen Choice Award for Choice Movie Actress: Romantic Comedy Đề cử Giải Quả cầu vàng cho nữ diễn viên phim ca nhạc hoặc phim hài xuất sắc nhất MTV Movie Awards cho nữ diễn viên đột phá Giải Điện ảnh của MTV cho Câu thoại hay nhất The Comedy Awards cho vai diễn đột phá The Comedy Awards cho nữ diễn viên xuất sắc nhất – Phim |
| 2011 | Friends with Benefits              | Kayla                                | |
| 2011 | Crazy, Stupid, Love.               | Hannah Weaver                        | Đề cử Giải People's Choice Award cho nữ diễn viên phim hài được ưa thích |
| 2011 | The Help                           | Eugenia Phelan (Skeeter)             | Đề cử Giải People's Choice Award lần thứ 38 cho nữ diễn viên được yêu thích |
| 2012 | Movie 43                           | Ellen Malloy                         | |
| 2012 | The Amazing Spider-Man             | Gwen Stacy                           | |
| 2013 | The Croods                         | Eep                                  | Lồng tiếng |
| 2013 | Gangster Squad                     | Jean                                 | |
| 2013 | Movie 43                           | Veronica                             | Segment: "Veronica" |
| 2014 | The Amazing Spider-Man 2           | Gwen Stacy                           | |
| 2014 | Magic in the Moonlight             | Sophie Baker                         | |
| 2014 | Birdman                            | Sam Thomson                          | Đề cử Giải BFCA cho nữ diễn viên phụ xuất sắc nhất Giải SAG cho nữ diễn viên phụ xuất sắc nhất Giải Quả cầu vàng cho nữ diễn viên điện ảnh phụ xuất sắc nhất Giải BAFTA cho nữ diễn viên phụ xuất sắc nhất Giải Oscar cho nữ diễn viên phụ xuất sắc nhất |
| 2015 | Aloha                              | Allison Ng                           | |
| 2015 | Irrational Man                     | Jill Pollard                         | Công chiếu 17 tháng 7 |
| 2016 | Popstar: Never Stop Never Stopping |                                      | |
| 2016 | La La Land                         | Mia                                  | Đạt giải Oscar nữ diễn viên chính xuất sắc nhất |
| 2017 | Battle of the Sexes                | Billie Jean King                     | |
| 2018 | The Favourite                      | Abigail Masham                       | |
| 2019 | Zombieland: Double Tap             | Wichita / Krista                     | |
| 2020 | The Croods: A New Age              | Eep Crood                            | Lồng tiếng |
| 2021 | Cruella                            | Estella von Hellman / Cruella de Vil | Điều hành sản xuất |
| 2023 | Poor Things                        | Bella Baxter                         | Nhà sản xuất |

### Truyền hình
| Năm        | Phim                                         | Vai                    | Chú thích                                              |
| ---------- | -------------------------------------------- | ---------------------- | ------------------------------------------------------ |
| 2005       | The New Partridge Family                     | Laurie Partridge       | Phim truyền hình                                       |
| 2005       | Medium                                       | Cynthia McCallister    | 1 tập                                                  |
| 2006       | The Suite Life of Zack & Cody                | Ivana                  | 1 tập (voice) (phần 1, tập 24, lấy tên là Emily Stone) |
| 2006       | Malcolm in the Middle                        | Diane                  | 1 tập (phần 7, tập 16)                                 |
| 2006       | Lucky Louie                                  | Shannon                | 1 tập (phần 1, tập 8)                                  |
| 2007       | Drive                                        | Violet Trimble         | 7 tập (1 không chiếu)                                  |
| 2010, 2011 | Saturday Night Live                          | Cô ấy (chủ trì)        | 2 episodes                                             |
| 2011       | Robot Chicken                                | Nhiều giọng            | 2 episodes                                             |
| 2012       | 30 Rock                                      | Cô ấy                  | Tập: "The Ballad of Kenneth Parcell"                   |
| 2012       | iCarly                                       | Heather                | Tập: "iFind Spencer Friends"                           |
| 2014       | Saturday Night Live                          | Cô ấy / Gwen Stacy     | Tập: Andrew Garfield/Coldplay                          |
| 2015       | Saturday Night Live 40th Anniversary Special | Roseanne Roseannadanna |                                                        |